# 第百一号輸送艦
第百一号輸送艦（だいひゃくいちごうゆそうかん）は、日本海軍の輸送艦。第百一号型輸送艦の1番艦。多号作戦で沈没した。

## 艦歴
マル戦計画の輸送艦、仮称艦名第1501号艦として計画。当初は主機を艦本式甲25型高圧単式タービン、主缶を零号乙15改型ホ号缶とする予定だったが、これら機関部の製造が間に合わなかったため、大阪造船所、川南工業浦崎工場、日立造船向島造船所に建造が割り当てられた艦のうち、最初の2隻ずつは400馬力の中速ディーゼルを3基装備して建造されることとなった。本艦は、その6隻のうちの1隻である。
1943年12月1日、大阪造船所で起工。1944年1月25日、進水。2月5日、第百一号特設輸送艦と命名され、所管を呉鎮守府と仮定。10日、大阪造船所内で艤装員事務所の事務を開始。3月8日竣工し、呉鎮守府所管に定められる。連合艦隊に編入され軍隊区分補給部隊に配置。
5月28日、第102号特設輸送艦とともに輸送艦兼護衛艦としてタマ20船団に加入し高雄発。以後、南西方面での輸送に従事。
6月9日、第102号特設輸送艦とともに第22号掃海艇の護衛を受けハルマヘラ島カウ発、アンボンへ向かう。12日、経由地のタワで第22号掃海艇が触礁したため、本艦が離礁作業に協力。13日、アンボン着。30日、第102号特設輸送艦ら2隻と船団を編成し、第12号掃海艇ら2隻の護衛を受けアンボン発。7月9日、スラバヤ着。
9月5日、呉鎮守府所管の定めを解かれて第百一号輸送艦と改名し、本籍を呉鎮守府に定められる。同日付の艦艇類別等級別表の改正で輸送艦の部中、等級の項に二等、艦型名に第百一号型がそれぞれ新設され、第百一号型の1番艦に定められる。
10月28日、多号作戦に参加しオルモック湾で揚陸中、空襲を受け沈没した。
12月10日、第百一号輸送艦は第百一号型輸送艦から削除され、帝国輸送艦籍から除かれた。

## 輸送艦長
- 吉松吉彦 大尉：1944年3月8日 - 1944年11月15日